# Kabinett Tito V
Das Kabinett Tito V wurde am 30. Januar 1954 von Josip Broz Tito in der Föderativen Volksrepublik Jugoslawien gebildet. Das Kabinett löste das vierte Kabinett Tito ab und blieb bis zum 19. April 1958 im Amt, woraufhin es vom sechsten Kabinett Tito abgelöst wurde. Dem Kabinett gehörten ausschließlich Mitglieder des Bundes der Kommunisten Jugoslawiens (BdKJ) an.
Dem Kabinett (Bundesexekutivrat) gehörten folgende Staatssekretäre an:
| Ministeramt                            | Amtsinhaber               | Partei | Beginn der Amtszeit            | Ende der Amtszeit             |
| -------------------------------------- | ------------------------- | ------ | ------------------------------ | ----------------------------- |
| Präsident des Bundesexekutivrates      | Josip Broz Tito           | BdKJ   | 30. Januar 1954                | 19. April 1958                |
| Vize-Präsident des Bundesexekutivrates | Edvard Kardelj            | BdKJ   | 30. Januar 1954                | 19. April 1958                |
| Vize-Präsident des Bundesexekutivrates | Aleksandar Ranković       | BdKJ   | 30. Januar 1954                | 19. April 1958                |
| Vize-Präsident des Bundesexekutivrates | Svetozar Vukmanović-Tempo | BdKJ   | 30. Januar 1954                | 19. April 1958                |
| Vize-Präsident des Bundesexekutivrates | Rodoljub Čolaković        | BdKJ   | 30. Januar 1954                | 19. April 1958                |
| Auswärtige Angelegenheiten             | Koča Popović              | BdKJ   | 30. Januar 1954                | 19. April 1958                |
| Nationale Verteidigung                 | Ivan Gošnjak              | BdKJ   | 30. Januar 1954                | 19. April 1958                |
| Innere Angelegenheiten                 | Svetislav Stefanović      | BdKJ   | 30. Januar 1954                | 19. April 1958                |
| Nationalwirtschaft                     | Hasan Brkić Ivica Gretić  | BdKJ   | 30. Januar 1954 1. Januar 1955 | 1. Januar 1955 1. Januar 1956 |
| Haushalt und Staatsverwaltung          | Neda Božinović            | BdKJ   | 30. Januar 1954                | 1. Januar 1956                |
| Finanzen                               | Avdo Humo                 | BdKJ   | 1. Januar 1956                 | 19. April 1958                |
| Rohstoffhandel                         | Marijan Brecelj           | BdKJ   | 1. Januar 1956                 | 19. April 1958                |
| Ausschuss für Außenhandel              | Hasan Brkić               | BdKJ   | 1. Januar 1956                 | 19. April 1958                |